# Franz Wöhrer
Franz Wöhrer, né le 5 juin 1939 à Vienne (Autriche), est un arbitre autrichien de football. Il débute en 1964, il est arbitre international de 1967 à 1989. 

## Carrière
Il officie dans des compétitions majeures : 
- Coupe du monde de football des moins de 20 ans 1977 (1 match)
- Supercoupe de l'UEFA 1980
- JO 1980 (2 matchs)
- Mundialito (1 match)
- Coupe du monde de football de 1982 (1 match)
- Coupe d'Europe des vainqueurs de coupe de football 1985-1986 (finale)
- Coupe intercontinentale 1987